# Soultzbach-les-Bains
Soultzbach-les-Bains (allm. Bad Sulzbach) es una localidad y comuna francesa, situada en el departamento de Alto Rin, en la región de Alsacia.

## Demografía
| 505 | 554 | 576 | 573 | 588 | 602 |
| Para los censos de 1962 a 1999 la población legal corresponde a la población sin duplicidades (Fuente: INSEE [Consultar]) |     |     |     |     |     |

## Patrimonio y cultura
- Iglesia de Saint-Jean-Baptiste; coro de 1514 y tabernáculo mural de finales del siglo XV
- Capilla de Sainte-Catherine, del siglo XV
- Castillo de Hattstatt-Schauenbourg